# Biedermannsdorf
Biedermannsdorf osztrák mezőváros Alsó-Ausztria Mödlingi járásában. 2022 januárjában 3141 lakosa volt. 

## Elhelyezkedése

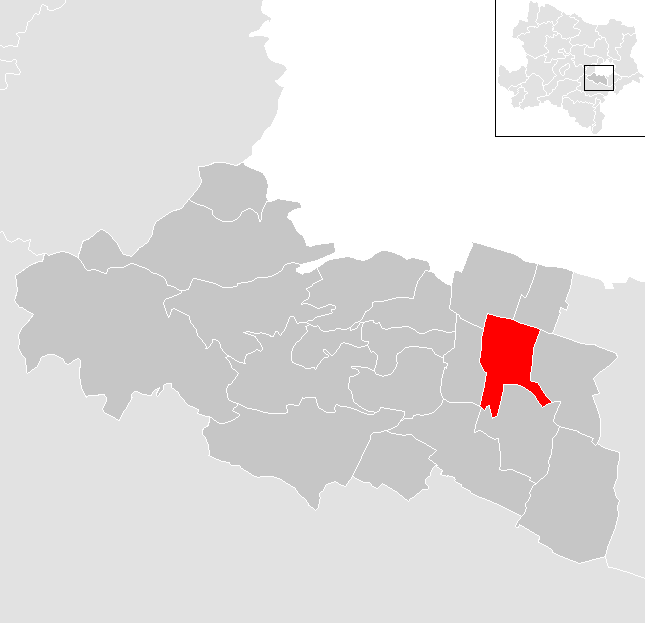
Biedermannsdorf a Mödlingi járásban

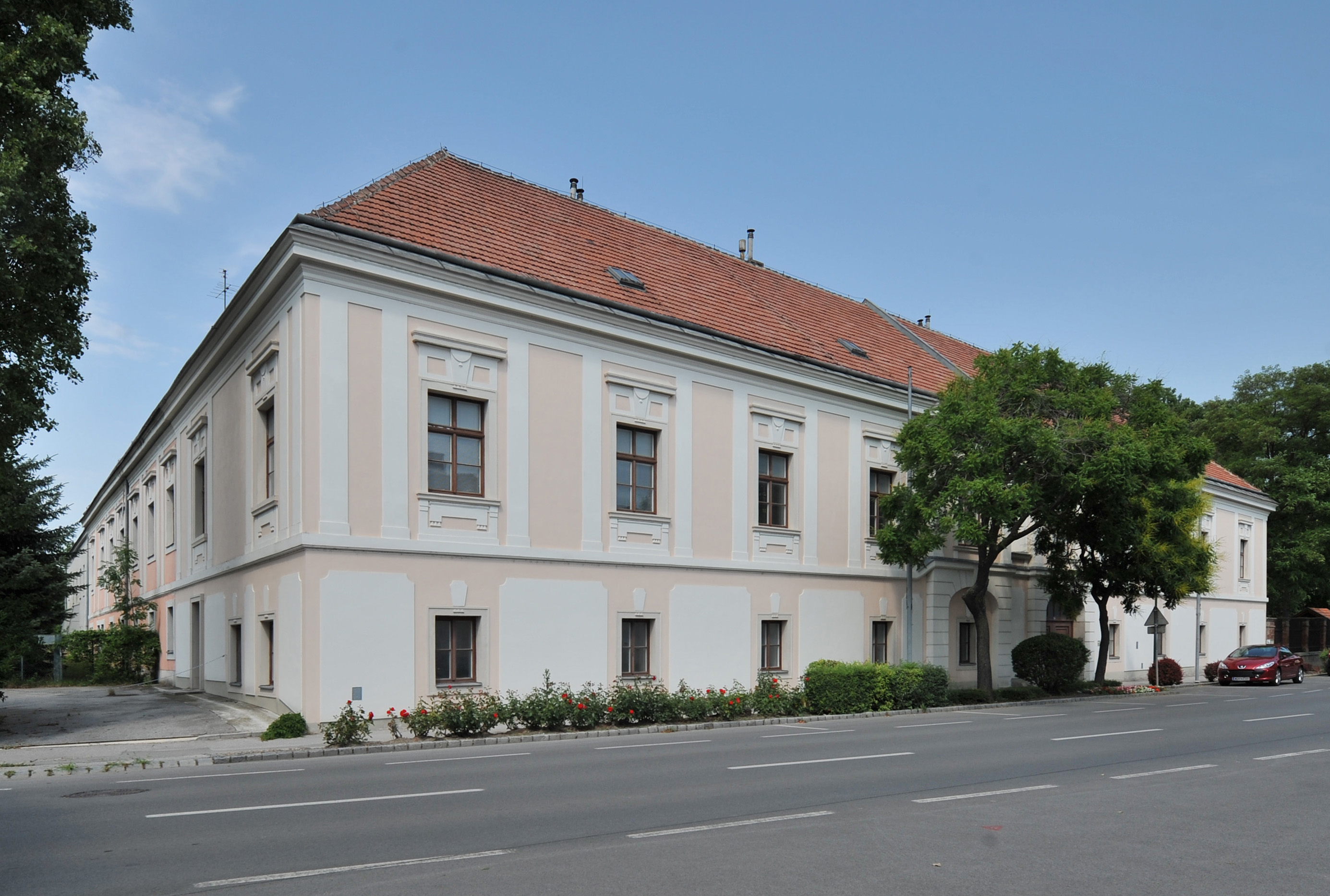
A Wasenhof-kastély

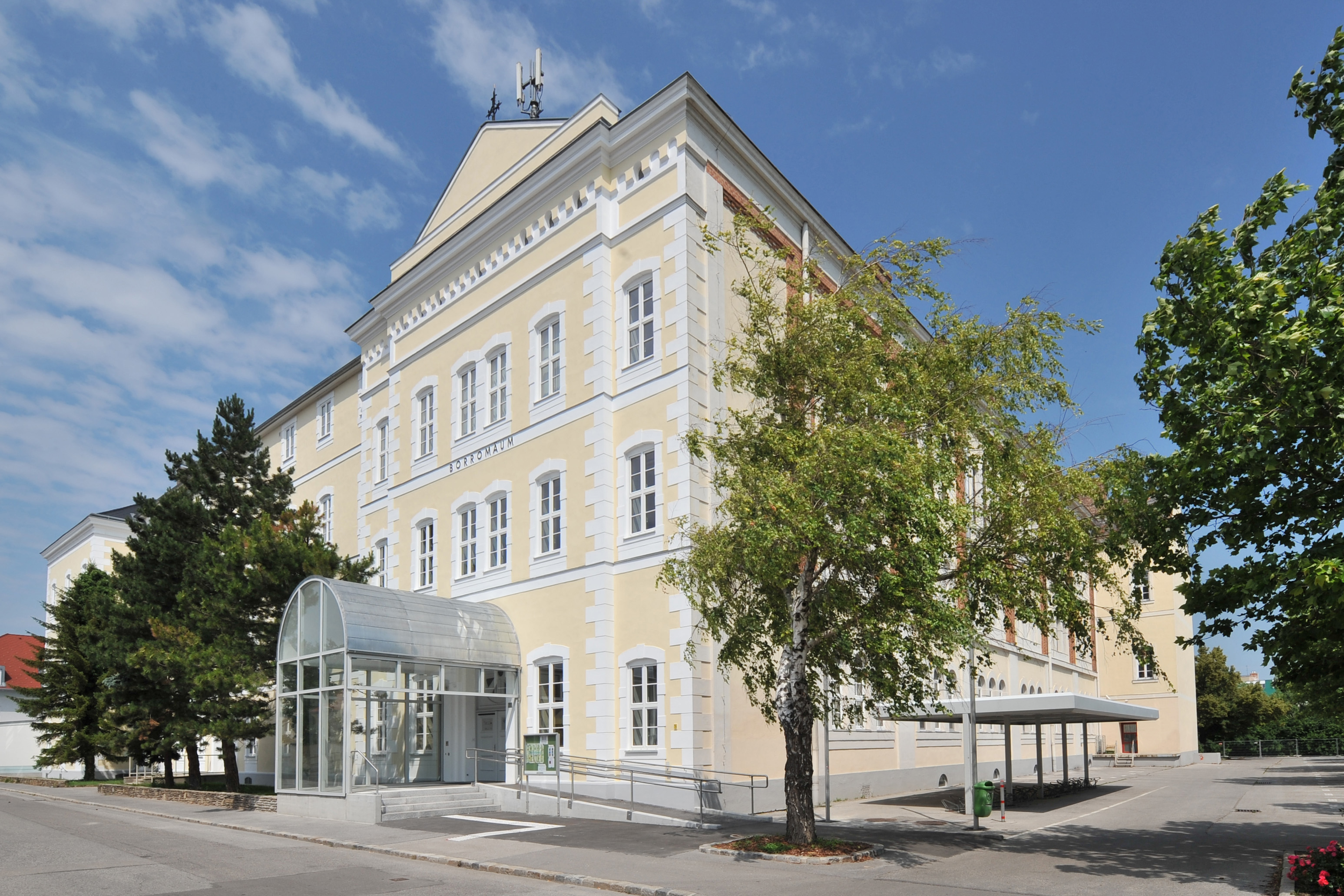
A Borromäum

Biedermannsdorf a tartomány Industrieviertel régiójában fekszik, a Bécsi-medence északnyugati részén, Bécstől délre. Jelentős folyóvizei a Mödlingbach, a Mühlbach, a Krottenbach a Haidbach és a Bécsújhelyi-csatorna. Területének 3,6%-a erdő, 61,8% áll mezőgazdasági művelés alatt. Az önkormányzathoz egyetlen település és katasztrális község tartozik. 
A környező önkormányzatok: északra Hennersdorf, keletre Achau, délre Laxenburg, délnyugatra Guntramsdorf, nyugatra Wiener Neudorf, északnyugatra Vösendorf.

## Története
Biedermannsdorfot 1170/80-ban említik először, birtokosai a hercegi miniszteriális Liechtensteinek és Perchtoldsdorfok voltak. 
A Bécset ostromló törökök 1529-ben és 1683-ban elpusztították, majd a pestis szedett sok áldozatot a lakosság soraiból. Mária Terézia idején bevezették a házak számozását. 1797-ben megépült a Bécsújhelyi-csatorna; ennek egyik mellékága a Biedermannsdorf-csatorna a helyi téglagyárakhoz vezetett. A 19. században a település iparának fő profilja a téglagyártás volt. 
Az 1938-as Anschluss után a környező községek beolvasztásával létrehozták Nagy-Bécset; Biedermannsdorf is a főváros 24. kerületéhez került. Függetlenségét 1954-ben nyerte vissza. A második világháború során a falut többször is bombázták a szomszédos Wiener Neudorfban működő repülőgépmotorgyár (Flugmotorenwerke Ostmark) miatt. 

## Lakosság
A biedermannsdorfi önkormányzat területén 2022 januárjában 3141 fő élt. A lakosságszám 1961 óta gyarapodó tendenciát mutat. 2020-ban az ittlakók 88,9%-a volt osztrák állampolgár; a külföldiek közül 2,6% a régi (2004 előtti), 6,1% az új EU-tagállamokból érkezett. 1,2% az egykori Jugoszlávia (Szlovénia és Horvátország nélkül) vagy Törökország, 1,3% egyéb országok polgára volt. 2001-ben a lakosok 72,7%-a római katolikusnak, 6,3% evangélikusnak, 2,1% ortodoxnak, 1,6% mohamedánnak, 14% pedig felekezeten kívülinek vallotta magát. Ugyanekkor 26 magyar élt a mezővárosban; a legnagyobb nemzetiségi csoportokat a németek (90%) mellett a horvátok (2,3%), a szerbek (2%) és a törökök (1,2%) alkották.
A népesség változása:

| 2016 | 2 945 |
| 2018 | 2 988 |

## Látnivalók
- a Wasenhof-kastély
- a Keresztelő Szt. János-plébániatemplom
- a Borromäum volt lányiskola (ma gazdasági főiskola)
- a helytörténeti múzeum

## Fordítás
- Ez a szócikk részben vagy egészben  a   Biedermannsdorf című német Wikipédia-szócikk ezen változatának fordításán alapul.  Az eredeti cikk szerkesztőit annak laptörténete sorolja fel. Ez a jelzés csupán a megfogalmazás eredetét és a szerzői jogokat jelzi, nem szolgál a cikkben szereplő információk forrásmegjelöléseként.